# Хвороба Моргеллонів
Хвороба Моргеллонів (англ. Morgellons disease, Morgellons (скороч.)) — захворювання неясної етіології з вираженими шкірними проявами. Хвороба не є офіційно визнаною і не внесена до міжнародного класифікатора хвороб. Наразі обговорюється її зв'язок із змінами психічного стану пацієнта; те, що вона є різновидом маревного паразитозу (англ. Delusional Parasitosis).

## Історія хвороби і назви
Назву хвороби запропонувала Мері Лейтао у 2002 році, яка виявила у свого сина дрібні волокна, що знаходились у шкірі. Мері Лейтао дослідила наявні описи хвороб та симптомів у медичній літературі та знайшла опис схожих проявів у роботах сера Томаса Брауна — дослідника, який згадував у своїй статті «A Letter to a Friend» (1674 р.) випадок у сім'ї вихідців із Лангедоку на прізвище Моргеллони (Томас Браун назвав звідси хворобу «Моргеллони» — The Morgellons"). Насправді Томасом Брауном було описано досить відоме в медицині явище лануго, яке у нормі являє собою м'який волосяний покрив новонароджених, проте іноді таке волосся може бути доволі жорстким як щетина і знаходитись під шкірою малюків (в народі це зветься «щетинка у новонароджених» або «кочерга»). Саме симптоми «щетинки» описував сер Томас Браун у новонароджених дітей сім'ї Моргеллонів з Франції. Тому твердження, що часто зустрічаються як в засобах масової інформації, так і в наукових статтях, що хвороба Моргеллонів вперше була описана ще в XVII столітті і є давно відомою, не відповідає дійсності. Аналізуючи дані з численних форумів, присвячених хворобі Моргеллонів та її проявам і симптомам, можна стверджувати, що хвороба з'явилась не більше 20-30 років назад.[джерело?]
Науковці запровадили термін «хвороба Моргеллонів» для опису стану, який характеризується наявністю волокон, що прикріплені до шкіри або виявляються хворими на її поверхні або ушкодженнях. Це було зроблено аби не відлякувати хворих від контакту з лікарями. Запропоновано відмовитися від таких діагностичних термінів як «трихотіломанія», «маревний паразитоз» та «невротична екскоріація», які стали перешкодами для лікування через їхнє несприйняття пацієнтами. Натомість запропоновано використати альтернативну для пацієнта термінологію «нейромеханічної алопеції», «псевдопаразитарної дисестезії» та просто «екскоріації», що спокійніше сприймається пацієнтами. У двох вичерпних оглядах у 2013 році підтверджено необхідність встановлення терапевтичного альянсу з пацієнтами через проблеми лікування стану, який лікар може вважати психічним за своєю суттю, тоді як пацієнт переконаний, що це реально і фізично.

## Клінічні прояви
Захворювання проявляється рядом проявів, які включають як системні, так і безпосередньо шкірні прояви хвороби.
До основних шкірних симптомів хвороби Моргеллонів відносять наступні:
- у шкірі з'являються дрібні волокна (декількох різних видів) розміром 1-5 мм — прозорі або різнокольорові, які виходять назовні або через непошкоджену шкіру (через мікроскопічні пори шкіри), або через пошкодження шкіри (язви, ранки); оскільки реальність волокон була підтверджена і самі волокна зафіксовані рядом як лікарів, так і вчених — що відображено у ряді наукових досліджень та статей у відомих наукових виданнях,[джерело?] — причому не лише під час виходу волокон із шкіри, але і під час перебування волокон під шкірою (що підтверджено за допомогою дерматоскопу) — то будь-які симуляції на кшталт «немає ніяких волокон, то галюцинації» не витримують зараз жодної критики[джерело?].
- у деяких хворих спостерігаються пошкодження у шкірі/на шкірі: шишки, язви, ранки, подряпини, порізи шкіри схожі на порізи папером (paper cut), проте не у всіх хворих є пошкодження шкіри (особливо у стані ремісії хвороби);
- із шкіри можуть виходити інші елементи (крім волокон), такі як: дрібні крупинки, схожі формою та розміром на манку, силіконобразні капсулки, блискучі дрібні елементи («блистки»), шестикутники металічного виду (розміром до кількох мм), шматочки затверділої маси, та інші об'єкти;
- одним із типових проявів є шкірний свербіж, у деяких хворих свербіж незначний, у деяких — дуже сильний, також деякі хворі відмічають відчуття печіння у шкірі;
- і найбільш незвичним і типовим симптомом є суб'єктивні відчуття повзання під шкірою/у шкірі/іноді на шкірі — деякі хворі відмічають, що відчуття схожі на повзання комах чи кліщів, інші — на повзання черв'яків, проте у всіх, хто самодігностував у себе це захворювання, — є або були чітко виражені відчуття повзання;
- крім повзання ще одним шкірним симптомом є суб'єктивні відчуття уколів (голочок, укусів) у шкірі.

Крім шкірних проявів є також ряд системних проявів:
- одним із найчастіше[джерело?] згадуваних і загадкових проявів є відчуття вібрації (гулу) у деяких частинах тіла або у всьому тілі, а також фасцикуляції (посмикування) м'язів — причому фасцикуляції і смикання у м'язах досить добре видно не лише самому хворому, але і оточуючим людям;
- більша частина хворих скаржиться на погіршення пам'яті, концентрації уваги, когнітивних та розумових здібностей у період загострення хвороби;
- також дуже поширеним проявом хвороби є швидка втомлюваність, зниження енергійності, що разом із погіршенням розумових і когнітивних здібностей часто веде до розвитку депресивних станів різного ступеню вираженості;
- також є скарги на оніміння рук, ніг, інших частин тіла, погіршення кровообігу, болі у суглобах чи м'язах — проте ці симптоми є не у всіх — і ймовірно є проявом індивідуальної реакції організму на хворобу.

## Дослідження
У наукових виданнях можна знайти більше десятка наукових статей та досліджень, автори яких розглядають хворобу Моргелонів як реальне захворювання, і достатню кількість статей, автори яких вважають симптоми хвороби Моргелонів «паразитарним маренням» і звинувачують розвиток інтернету у масовому психозі людей на ґрунті виявлення у них симптомів і проявів неіснуючої (на думку таких авторів) хвороби.
У 2006 році була опублікована одна з перших статей про хворобу Моргеллонів «Загадка хвороби Моргеллонів: інфекція чи марення?» (The mystery of Morgellons disease: infection or delusion?), в якій було висловлене припущення про інфекційну етіологію хвороби та можливий зв'язок хвороби Моргеллонів з лайм-бореліозом (хворобою Лайма) через відгук пацієнтів на антибактеріальну терапію.
У 2010 році були опубліковані результати демографічного аналізу щодо пацієнтів, у яких було виявлено основну діагностичну ознаку хвороби Моргеллонів — мікроскопічні волокна у шкірі.
У дослідженні, опублікованому в 2011 році, автори знову повернулись до ідеї щодо асоційованості хвороби Моргеллонів з хворобою Лайма, і порівняли прояви хвороби Моргеллонів з проявами коров'ячого пальцевого дерматиту.
У 2012 році в одному з видань з'явилась стаття — дослідження китайського автора, в якій той висловив припущення, що причиною хвороби Моргеллонів є зараження невідомим раніше рослиноподібним організмом.
У тому ж 2012 році колектив дослідників провів хімічне і мікроскопічне дослідження волокон та іншого матеріалу від пацієнтів з хворобою Моргеллонів. Надалі деякі частини цього дослідження було піддано сумніву і критиці на одному з форумів, адміністратор якого знайшов дуже дивну схожість, майже ідентичність між фотографіями зрізу епітелію шкіри пацієнта з хворобою Моргеллонів з цього дослідження — та фотографією трихом дуба.
Взагалі 2012 рік був досить багатий на дослідження і наукові статті по темі хвороби Моргеллонів. Саме тоді з'явилось на світ дослідження CDC, що було проведене на вимогу Morgellons Research Foundation [Архівовано 22 серпня 2019 у Wayback Machine.] в 2006—2008 роках, і результати якого нарешті були опубліковані.
Надалі це дослідження було піддано критиці через неналежне проведення як самого дослідження, так і недотримання методології: і те, що неналежним чином було проведено діагностику на наявність борелій в організмах обстежених пацієнтів (не було досліджено зразки з шкірних уражень на наявність спірохет, лише взяли кров на ІФА на хворобу Лайма), і те, що не дослідили належним чином мікроскопічні волокна з шкірних уражень пацієнтів, натомість зробили неоднозначне припущення у звіті, що волокна скоріше за все занесені у шкірні ураження самими пацієнтами і ймовірно є волокнами бавовнику чи іншими волокнами текстильного походження.[джерело?]